# ティーガン・クロフト
ティーガン・クロフト（Teagan Croft、2004年4月23日 - ）は、オーストラリアの女優。
2018年から放映されているHBO Maxのスーパーヒーローシリーズ『Titans/タイタンズ』にレイチェル・ロス役で出演し、2016年のSF映画『OSIRIS/オシリス』でもタイトルキャラクターを演じた。

## 経歴
9歳の時に『アラバマ物語』の舞台公演でスカウト・フィンチ役を演じ、俳優としてのキャリアが始まった 。
2016年の映画『OSIRIS/オシリス』で主役に抜擢されるなどの注目を集めた。同年、『ホーム・アンド・アウェー』のベラ・ロネラガン役でレギュラー出演した。
2017年8月には、2018年10月12日に初放送されたDCユニバースのシリーズ『Titans/タイタンズ』で、DCコミックスのキャラクターであるレイヴン役に起用された 。

## 私生活
2人の姉妹がいる、家族は2016年にシカゴに引っ越した。女優のペニー・マクナミーとジェシカ・マクナミーの姪にあたる。

## 出演作
| 公開年      | 作品名 原題                                                  | 役名                   | 備考                                                                |
| ----------- | ------------------------------------------------------------ | ---------------------- | ------------------------------------------------------------------- |
| 2016年      | ホーム・アンド・アウェー Home and Away                       | ベラ・ロネラガン       | レギュラー                                                          |
| 2016年      | OSIRIS/オシリス The Osiris Child: Science Fiction Volume One | インディ・サマーヴィル |                                                                     |
| 2018年–現在 | Titans/タイタンズ Titans                                     | レイチェル・ロス       | 主役                                                                |
| 2020年      | レジェンド・オブ・トゥモロー Legends of Tomorrow             | レイチェル・ロス       | エピソード：「Crisis on Infinite Earths, Part 5」（アーカイブ映像） |

### 舞台
| 年     | 作品名 原題                        | 役名               | 備考 |
| ------ | ---------------------------------- | ------------------ | ---- |
| 2014年 | アラバマ物語 To Kill a Mockingbird | スカウト・フィンチ |      |